# Gustave Bahoken
Gustave Baheten Bahoken (Douala, 13 giugno 1979) è un ex calciatore camerunese, di ruolo difensore.

## Carriera

### Club
Bahoken giocò per il Cotonsport Garoua, per il Sion, per il Le Havre, per il Valenciennes e per il Rouen, prima di passare al Livingston.
Debuttò nella Scottish Premier League il 17 agosto 2002, schierato titolare nel pareggio per 2-2 contro il Partick Thistle. Successivamente, fu ceduto in prestito all'Angers.
Il 5 luglio 2005, firmò un contratto triennale con i norvegesi dello Aalesund. Il 24 luglio debuttò nella Tippeligaen, schierato titolare nella vittoria per 2-1 sul Rosenborg. A fine anno, la squadra retrocesse in Adeccoligaen, ma centrò l'immediata promozione. Il 29 luglio 2007 segnò la prima rete nella massima divisione norvegese, nel successo per 4-1 sul Sandefjord.
Giocò poi nel Bradford City e nel Botev Plovdiv. Nel 2011 passò agli indonesiani del Persela Lamongan e, nel 2012, ai connazionali del Mitra Kukar.

### Nazionale
Bahoken giocò 2 partite per il Camerun. Fu tra i convocati per la Confederations Cup 2003 e per la Coppa d'Africa 2004.